# Рино (Невада)
Рино (енгл. Reno) трећи је по величини град америчке савезне државе Невада. По попису из 2010. године има 225.221 становника.

## Демографија
По попису из 2010. године број становника је 225.221, што је 44.741 (24,8%) становника више него 2000. године.
|                   | 2010.            | 2000.            |
| Укупно            | 225 221 (100,0%) | 180 480 (100,0%) |
| Белци             | 140 752 (62,50%) | 124 870 (69,19%) |
| Хиспаноамериканци | 54 640 (24,26%)  | 34 616 (19,18%)  |
| Азијати           | 14 232 (6,319%)  | 9 555 (5,294%)   |
| Остали            | 9 168 (4,071%)   | 6 788 (3,761%)   |
| Афроамериканци    | 6 429 (2,855%)   | 4 651 (2,577%)   |

## Партнерски градови
- Сан Себастијан
- Hatzor HaGlilit
- Јелоунајф
- Удон Тани
- Taichung
- Шенџен
- Наљчик